# ショーン・ギャラガー

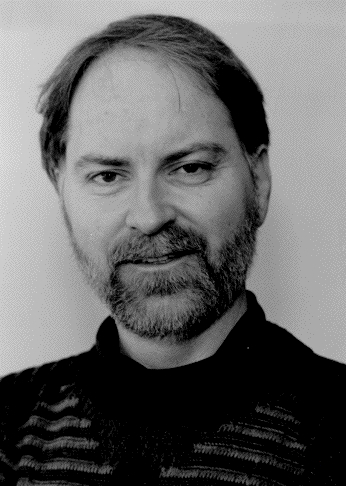
ショーン・ギャラガー（2008年撮影）

ショーン・ギャラガー（Shaun Gallagher、1948年 - ）は、アメリカ合衆国の哲学者。身体化された認知、社会的認知、行為主体性、精神病理学の哲学の業績で知られる。2011年から、メンフィス大学リリアン＆モリー・モス哲学上級講座教授を務め、フンボルト基金アンネリーゼ・マイヤー研究賞を受けている（2012-2017年）。2014年から、ウーロンゴン大学（オーストラリア）法・人文学・学芸学部の専門フェロー。コペンハーゲン大学哲学名誉教授（2010-2015年）、ダラム大学（イギリス）哲学名誉教授（2012年から）、トロムソ大学（ノルウェー）健康科学部名誉教授も兼任している。

## 哲学・研究
ギャラガーの研究は学際的であり、現象学、心の哲学、認知科学、解釈学を中心に、特に身体化された認知と間主観性をテーマとしている。『How the Body Shapes the Mind』（2005年）とそれ以後の著作において、現象学や認知科学の経験的研究を参照しつつ、身体化された認知に詳細な説明を与えており、身体イメージ（body image、医学）、身体図式（body schema）、行為主体感覚（sense of agency）、所有感覚（sense of ownership）という区分の研究を行っている。身体化された認知が持つ哲学的含意を、知覚、社会的認知、行為主体性、自由意志などのテーマに関して探求している。現在主流となっている社会的認知の理論（「理論の理論（theory theory）」や「シミュレーション理論（simulation theory）」）を批判しており、身体化された相互作用を強調するアプローチ（「相互作用理論（interaction theory）」）を展開している。相互作用理論は発達科学、社会心理学、神経科学、ナラティブ理論を参照しつつ、他者理解における身体運動、ジェスチャー、表情、行為、コミュニケーション的・ナラティブ的実践の重要性を踏まえた統合理論として打ち出されている。
ギャラガーは学術雑誌『Phenomenology and the Cognitive Sciences』の共同編集委員であり、代表作として次の著作がある。『How the Body Shapes the Mind』（2005年）、『Phenomenology』（2012年）、『Hermeneutics and Education』（1992年）、『The Inordinance of Time』（1998年）、『Brainstorming』（2008年）、『The Phenomenological Mind』（ダン・ザハヴィとの共著、2008年、第二版2012年）。また、『The Oxford Handbook of the Self』をはじめとして、多くの論文集を編集している。
ギャラガーは次の教育機関で客員教授を歴任した。フンボルト大学（ベルリン）、応用認識論研究センター（パリ）、高等師範学校リヨン校、コペンハーゲン大学、ケンブリッジ大学認知・脳科学ユニット。職歴は次の通り。セントラル・フロリダ大学哲学・認知科学教授（2003-2011年）、ハートフォードシャー大学（イギリス）哲学・認知科学研究教授（2007-2015年）。哲学の博士号をブリンマー大学で取得している。また、ヴィラノヴァ大学とルーヴァン大学で哲学を、ニューヨーク州立大学バッファロー校で経済学を学んだ。

## 著作
- Phenomenology  (London: Palgrave Macmillan, 2012)
- The Oxford Handbook of the Self (ed) (Oxford University Press, 2011)
- Handbook of Phenomenology and Cognitive Science. Co-edited with D. Schmicking (Berlin: Springer, 2010)
- The Phenomenological Mind (Routledge; 2008). Second edition (2012), co-authored with Dan Zahavi.  Translations: Hungarian (2008); Italian (2009); Danish (2010); Japanese (2011); Korean (2013).
石原孝二、宮原克典、池田喬、朴嵩哲訳『現象学的な心――心の哲学と認知科学入門』勁草書房、2011年
- Brainstorming: Views and Interviews on the Mind (Exeter, UK: Imprint Academic, 2008)
- Does Consciousness Cause Behavior?  An Investigation of the Nature of Volition. Co-edited with W. Banks and  S. Pockett (Cambridge, MA: MIT Press, 2006)
- How the Body Shapes the Mind (Oxford University Press; 2005) Chinese translation (2009)
- Ipseity and Alterity: Interdisciplinary Approaches to Intersubjectivity. Co-edited with S. Watson (Rouen: Publications de l'Université de Rouen, 2004)
- Models of the Self. Co-edited with J. Shear (Exeter, UK: Imprint Academic, 1999)
- The Inordinance of Time (Northwestern University Press, 1998)
- Hegel, History, and Interpretation. Editor (Albany: State University of New York Press, 1997)
- Merleau-Ponty, Hermeneutics, and Postmodernism. Co-edited with T. Busch. (Albany: State University of New York Press, 1992)
- Hermeneutics and Education (State University of New York Press; 1992)